# Opel Movano
Opel Movano – samochód osobowo-dostawczy klasy wyższej produkowany pod niemiecką marką Opel od 1998 roku. Od 2022 roku produkowana jest trzecia generacja modelu.

## Pierwsza generacja

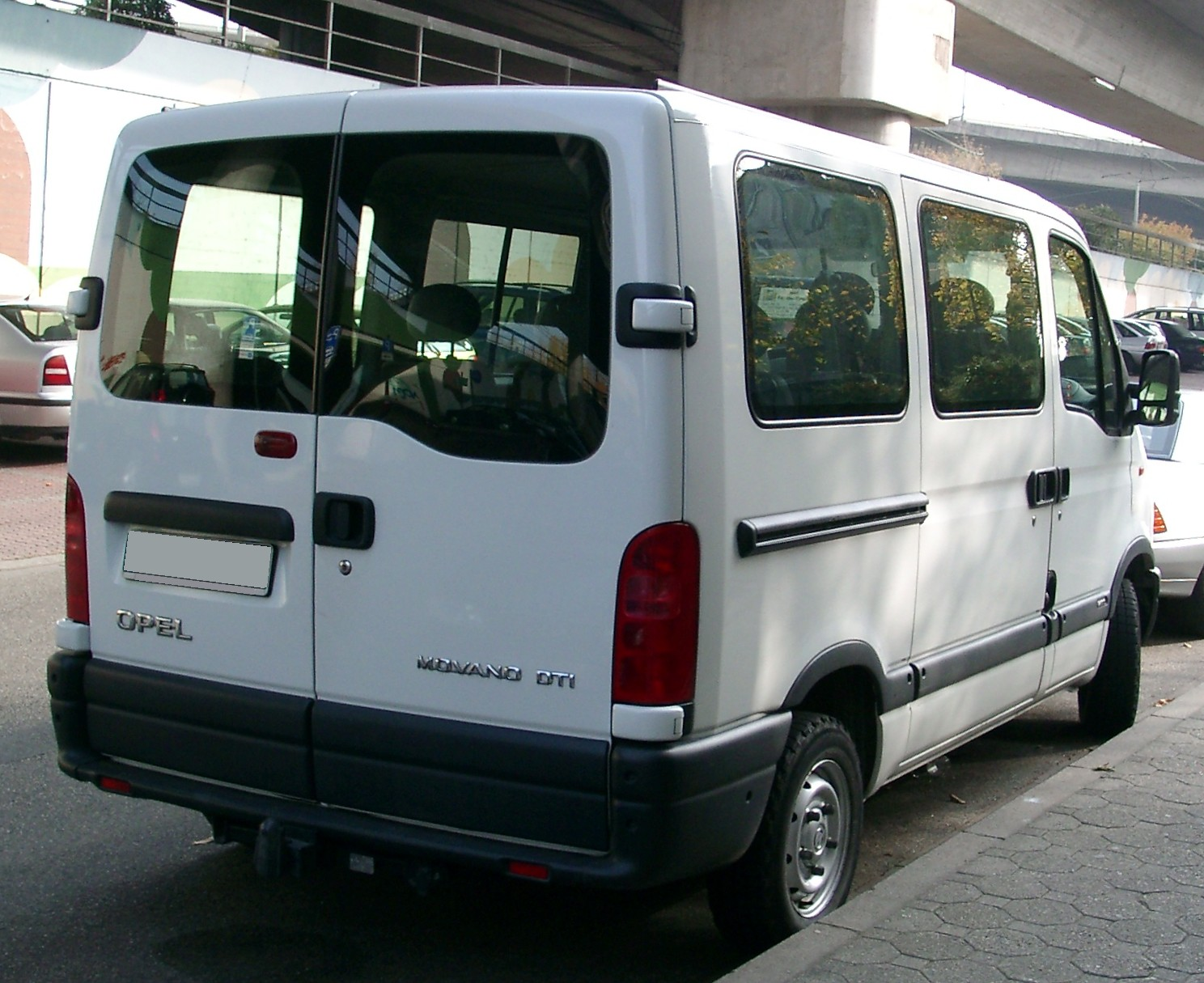
Opel Movano A - tył

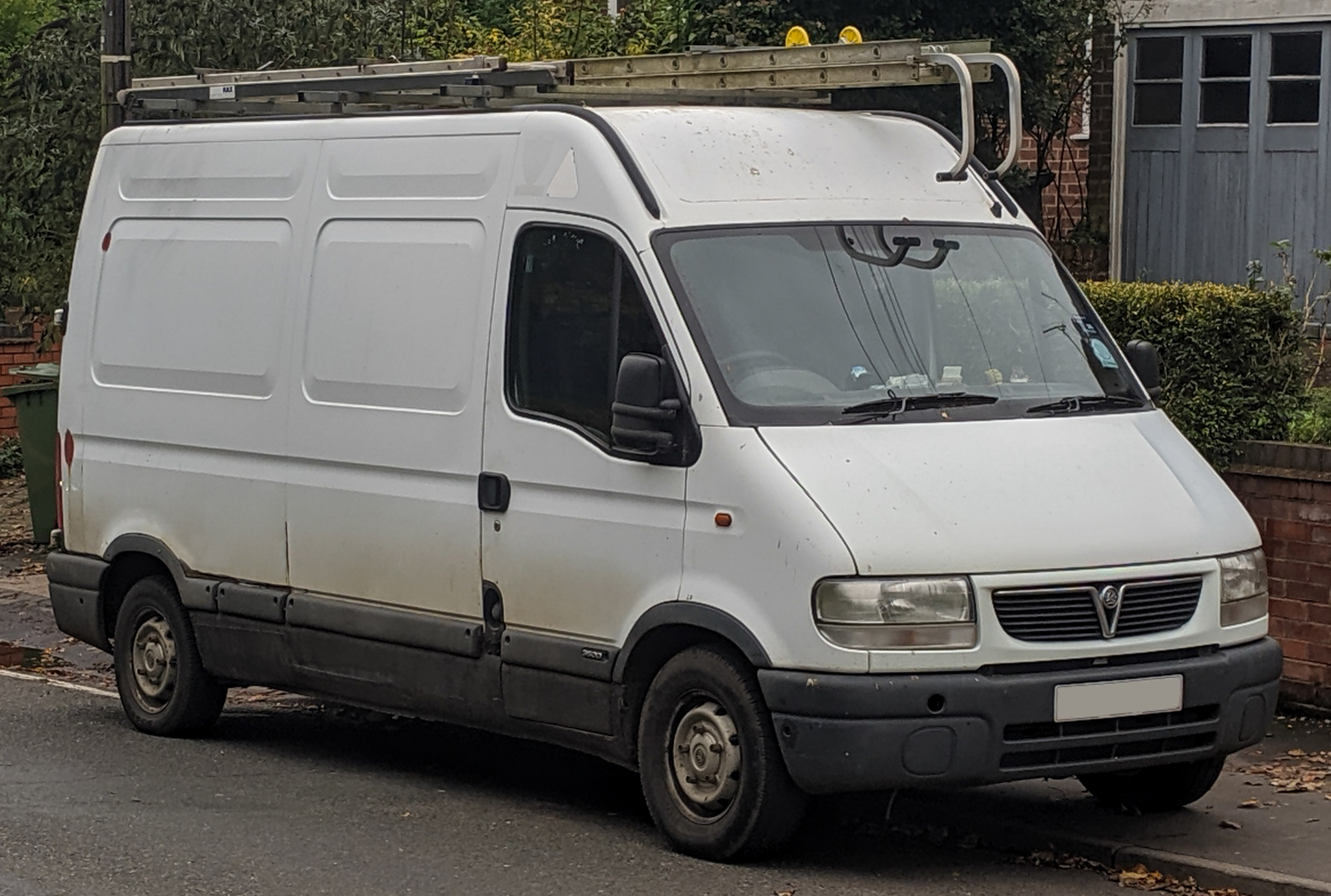
brytyjski Vauxhall Movano A Van

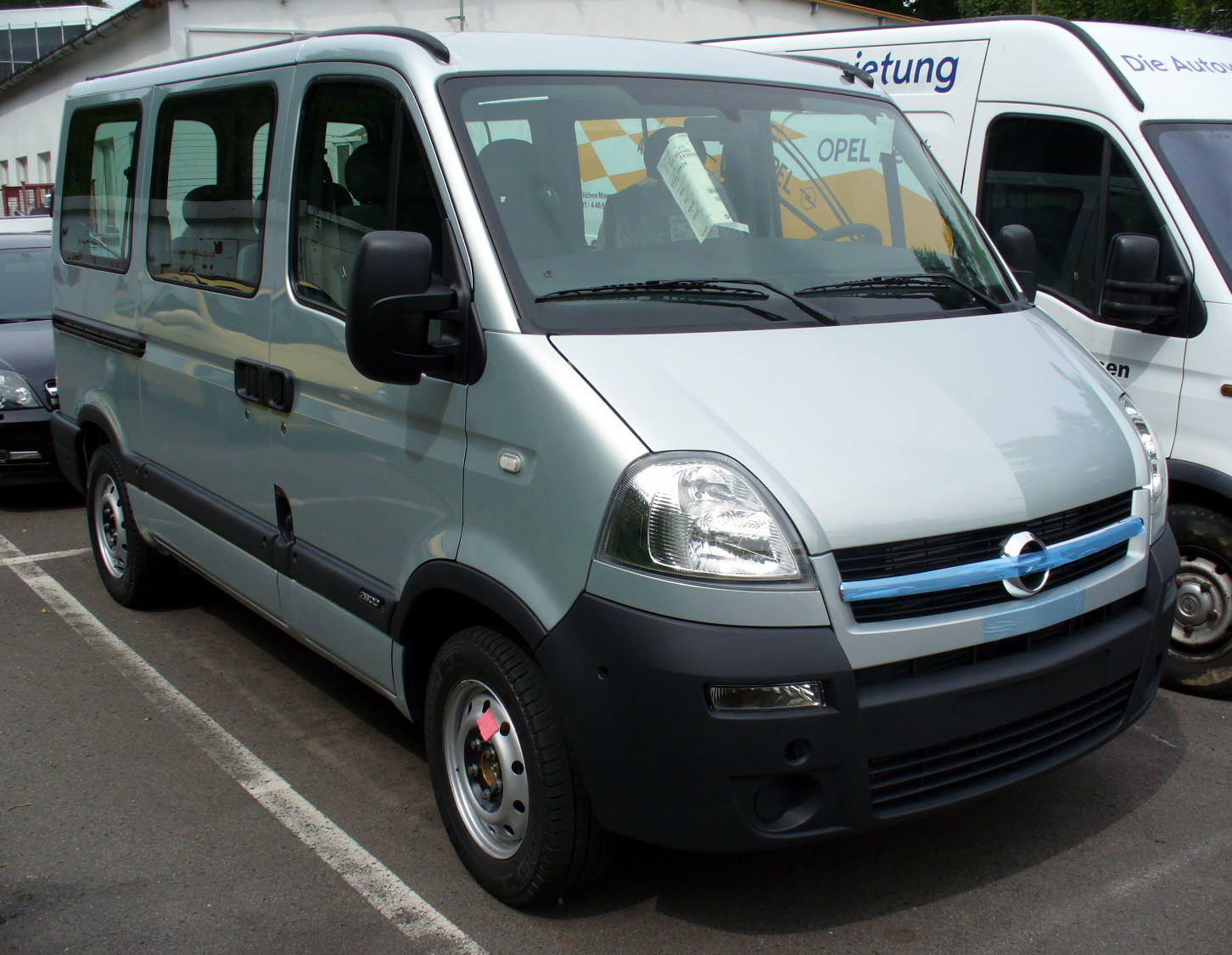
Opel Movano A po liftingu

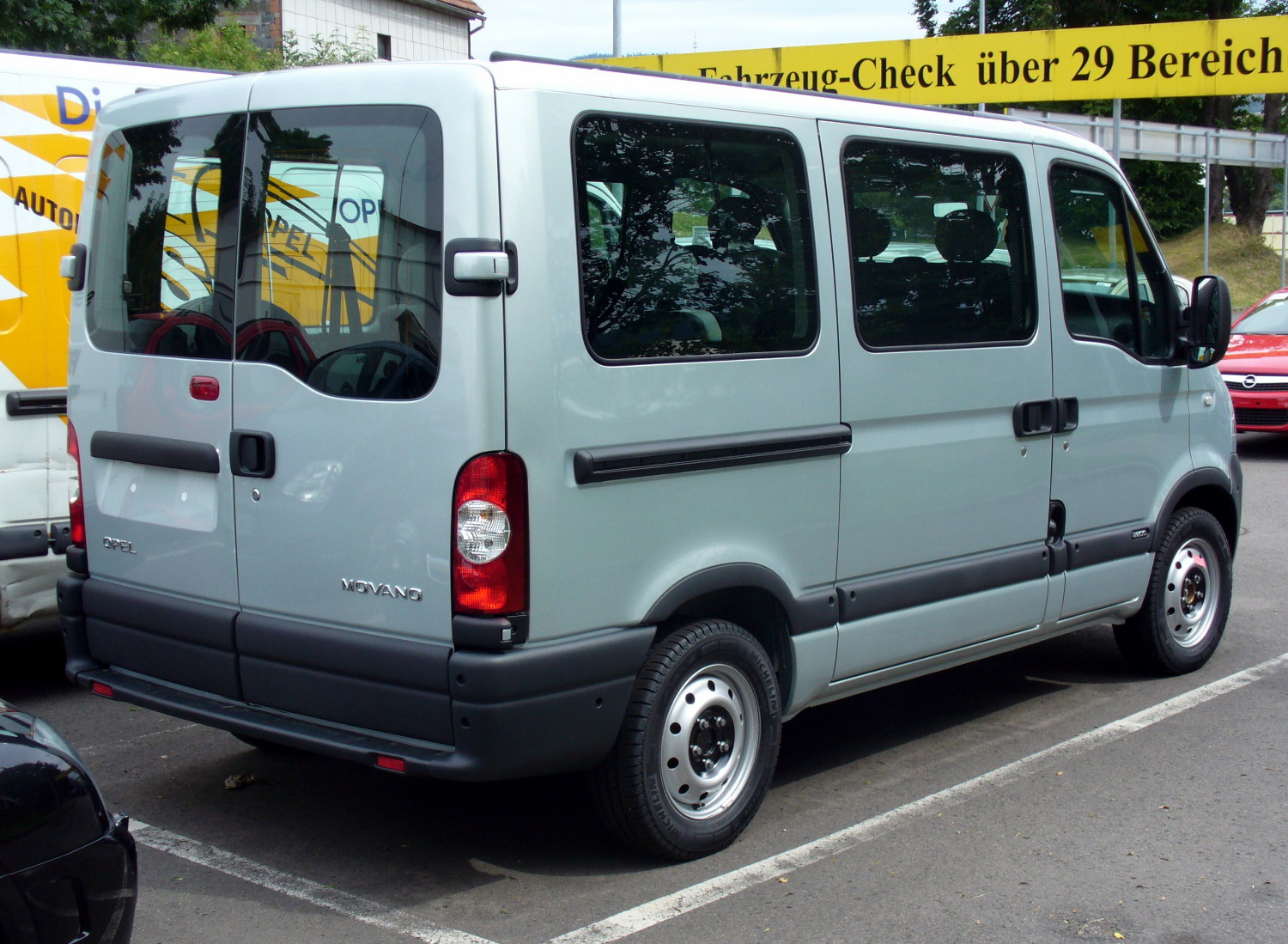
Opel Movano A - tył po liftingu

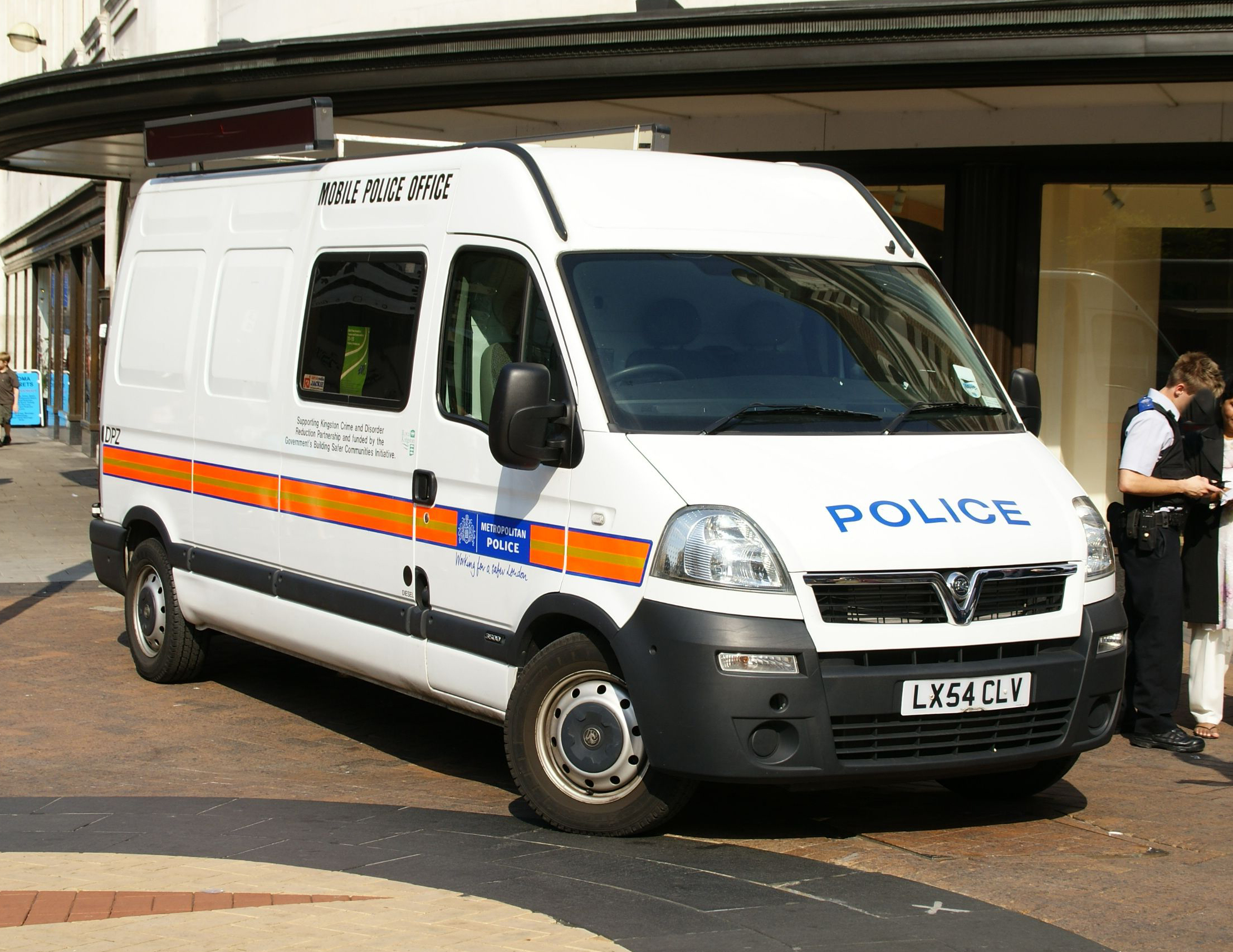
brytyjski Vauxhall Movano A Van po liftingu

Opel Movano I został zaprezentowany po raz pierwszy w 1998 roku.
Pod koniec lat 90. XX wieku Opel nawiązał współpracę z francuskim Renault na polu średnich i dużych samochodów dostawczych. Na jej mocy w 1997 roku ofertę uzupełnił bliźniak modelu Trafic, Opel Arena, a rok później gamę uzupełnił większy Movano - bliźniacza konstrukcja wobec nowocześniejszego konstrukcyjnie Renault Master.
Pod kątem wizualnym Movano odróżniło się od francuskiego odpowiednika innym, większym wlotem powietrza o regularnych kształtach z centralnie umieszczonym logo Opla, a także inną niż w Renault Masterze barwą kloszy kierunkowskazów w reflektorach - zamiast pomarańczowej, białą.
Movano trafiło do produkcji w zakładach w Batilly we wschodniej Francji, gdzie zajęła się nią firma "SoVAB" należącą do grupy Renault. W zamian za dostawy tego modelu koncern General Motors uruchomił w swoich zakładach w Luton w Wielkiej Brytanii produkcję modelu Vivaro razem z bliźniaczym modelem Renault Traffic.
Opel Movano trafił do sprzedaży zarówno w odmianie dstawczej dostępnej w formie furgona, pickupa lub podwozia do zabudowy, jak i osobowego vana oferującego możliwość wydłużenia do roli minibusa.

### Lifting
Pod koniec 2003 roku Opel Movano A razem z bliźniaczym modelami Renault i przedstawionego rok wcześniej Nissana przeszedł obszerną restylizację. 
Pas przedni zyskał nowy wygląd, z wyżej osadzonymi, zaokrąglonymi reflektorami umieszczonymi na krawędziach błotników. W przypadku modelu Opla kierunkowskazy umieszczono w zderzaku, a także zastosowano duży wlot powietrza przedzielony chromowaną poprzeczką. Restylizacja przyniosła też nowe wkłady lamp tylnych oraz nowy projekt deski rozdzielczej wraz z kołem kierownicy.

### Sprzedaż
W czasie gdy bliźniaczy Renault Master oferowany był na rynkach globalnych obejmujących m.in. Europę i Amerykę Południową, tak Opel Movano skierowany był do nabywców wyłącznie na rynku europejskim. 
Tradycyjnie dla rynku brytyjskiego, pojazd zasilił tam ofertę rodzimego Vauxhalla pod nazwą Vauxhall Movano, wyróżniając się charakterystyczną chromowaną poprzeczką w kształcie litery V w atrapie chłodnicy.

### Silniki
1998-2003:
- 1.9 dTI (80 KM)
- 2.2 DTI (90 KM)
- 2.5 D (80 KM)
- 2.5 DTI (115 KM)
- 2.8 DTI (114 KM)

2003-2010:
- 2.5 CDTI 100 KM
- 2.5 CDTI 120 KM
- 2.5 CDTI 145 KM

## Druga generacja

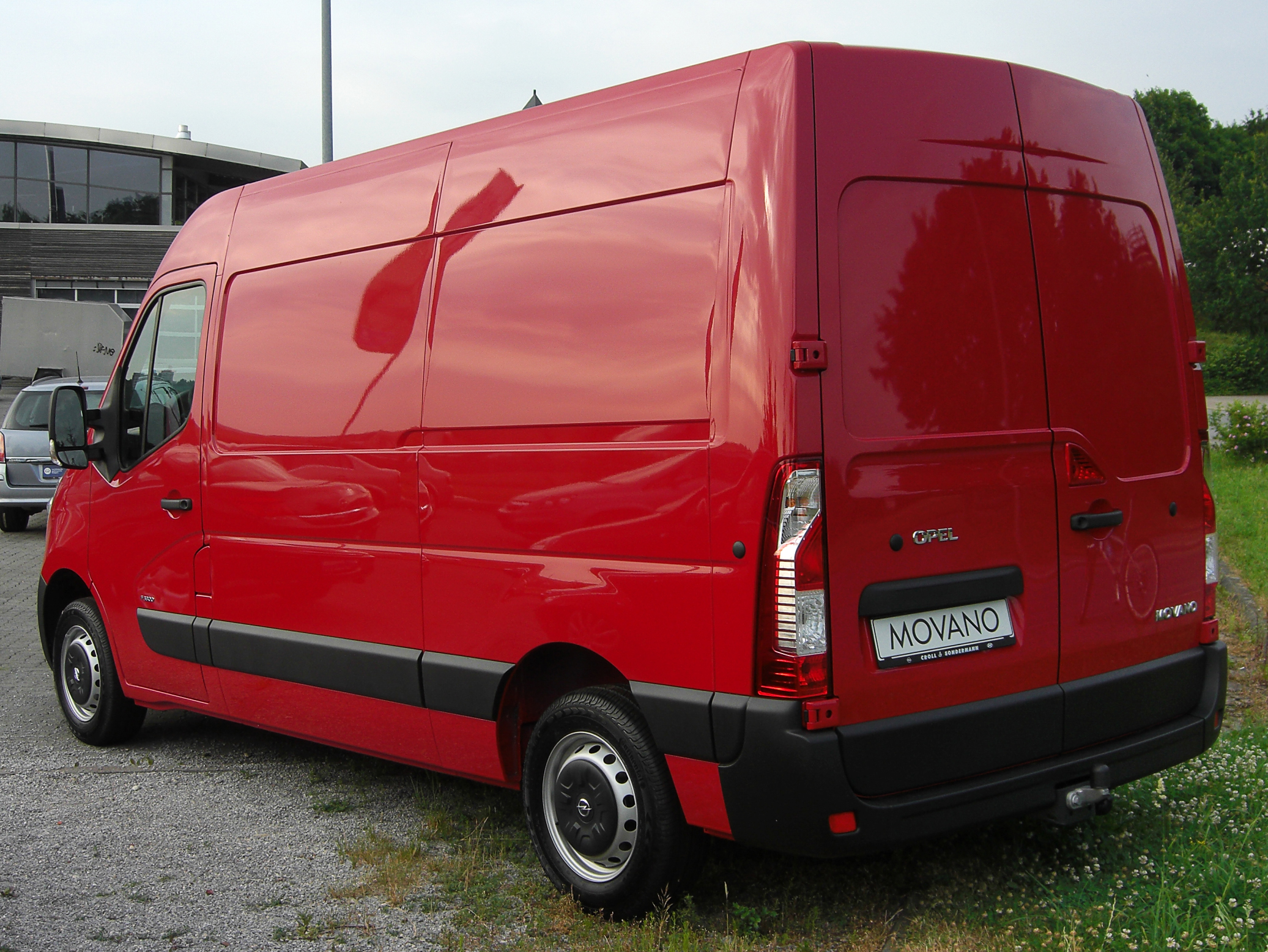
Opel Movano B - tył

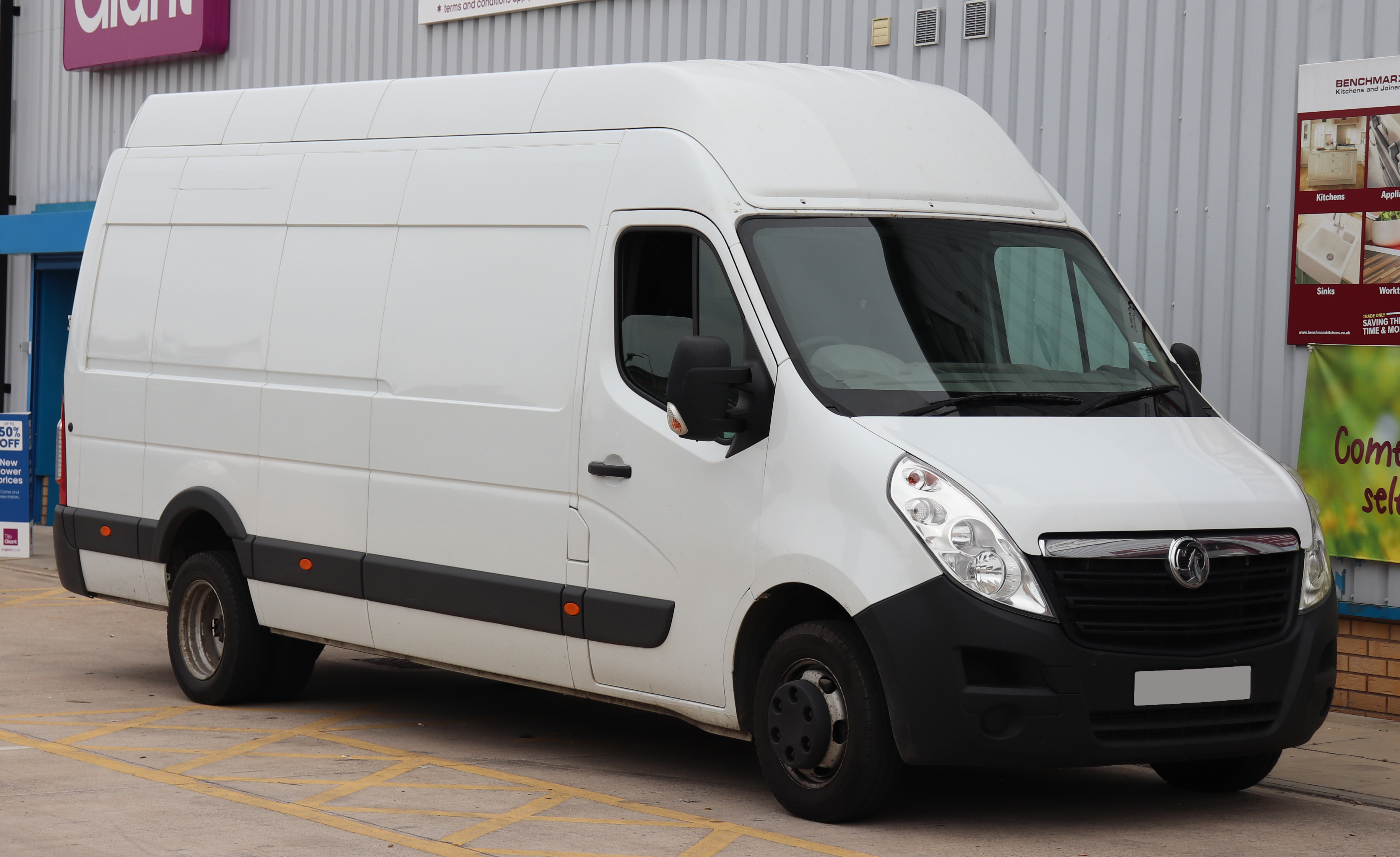
brytyjski Vauxhall Movano B L4H3

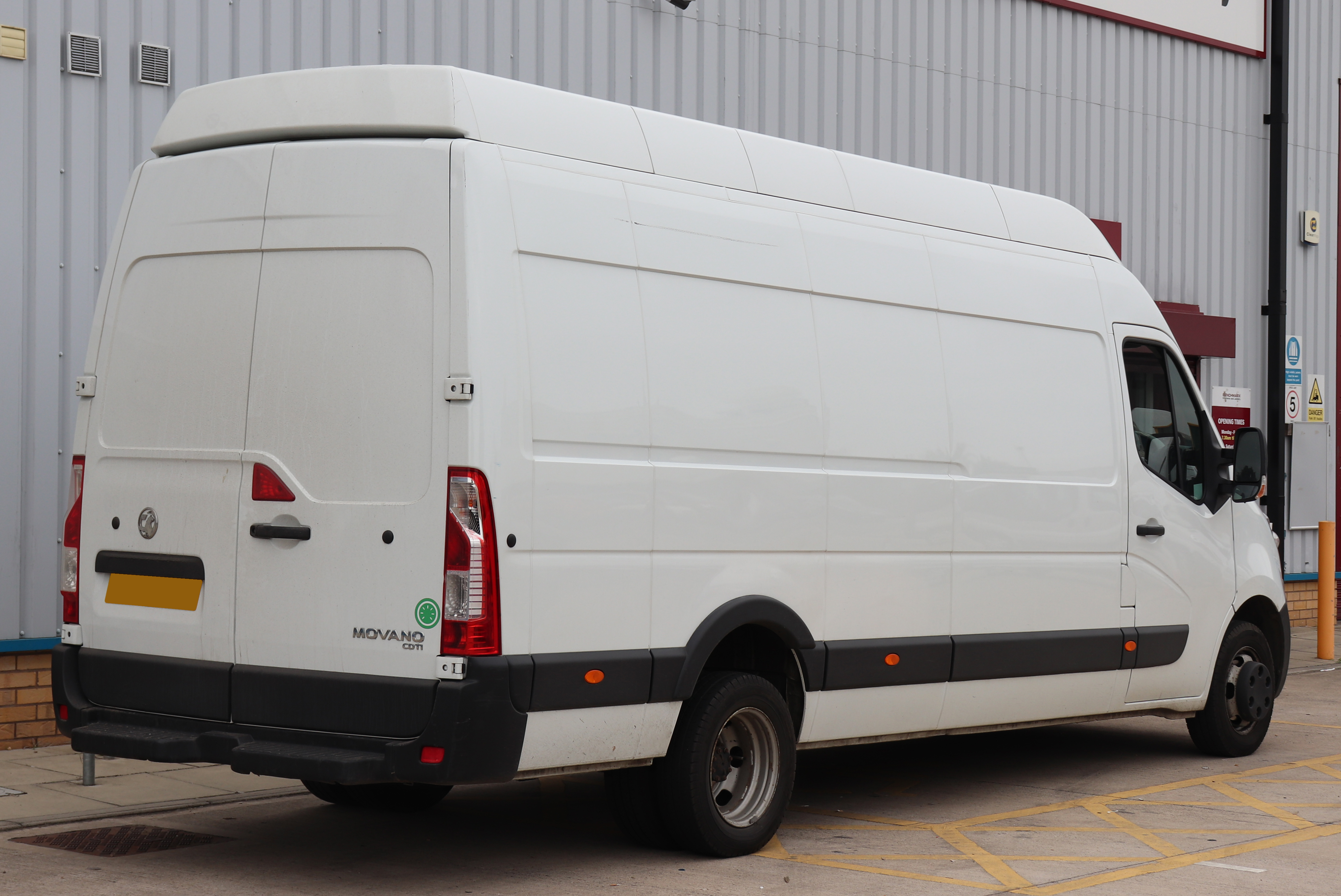
brytyjski Vauxhall Movano B L4H3 - tył

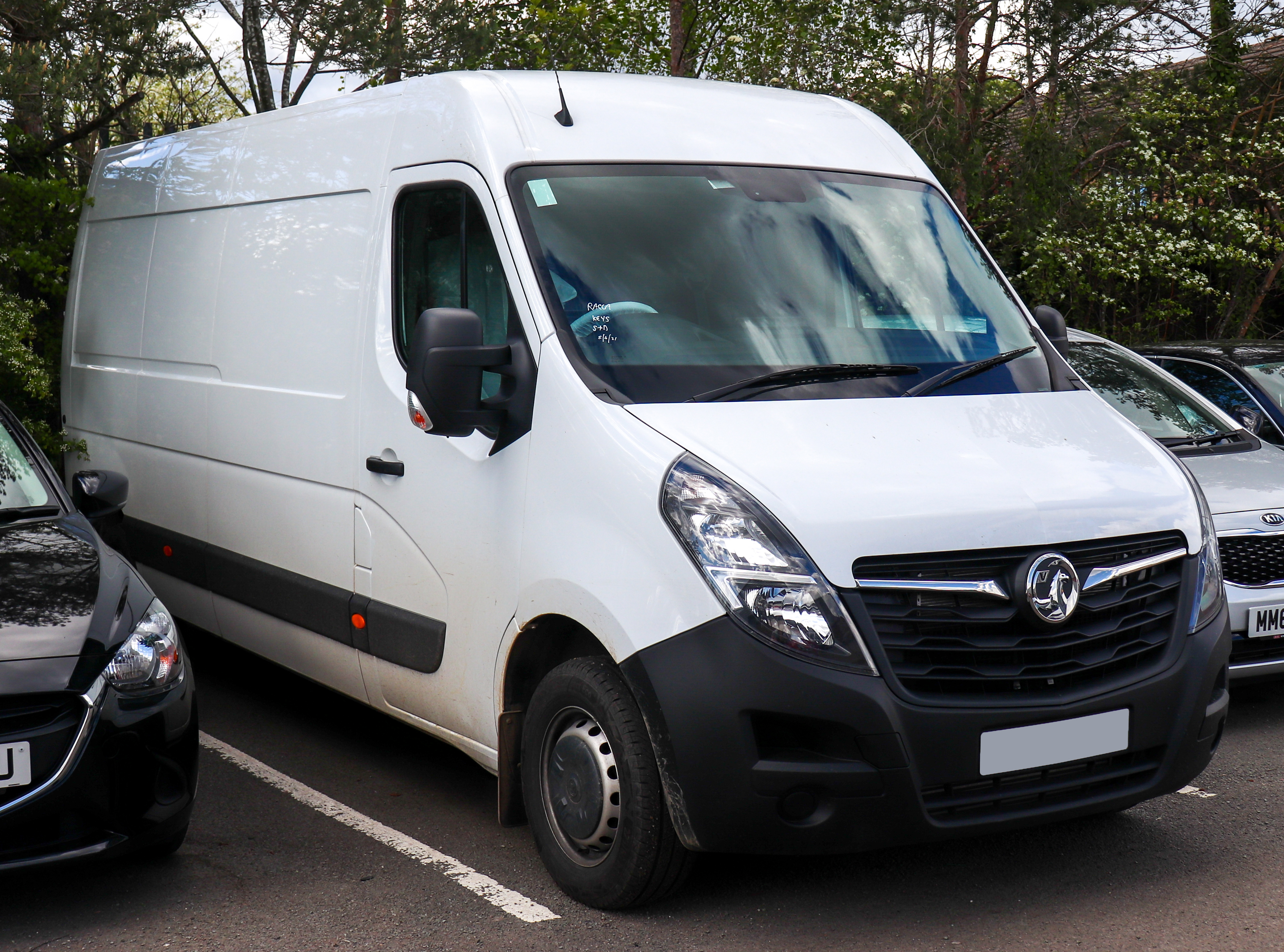
brytyjski Vauxhall Movano B po drugim liftingu

Opel Movano II został zaprezentowany po raz pierwszy w 2010 roku.
Druga generacja Movano ponownie zbudowana razem z Renault, a także Nissanem, przeszła obszerną metamorfozę w stosunku do poprzednika. Samochód zyskał masywniejsze, obszerniejsze nadwozie z charakterystycznymi, pionowymi reflektorami i podłużnymi lampami tylnymi. Pas przedni zdominował duży wlot powietrza z chromowaną poprzeczką i centralnie umieszczonym logo Opla. Dzięki oparciu na modułowej platformie zbudowanej przez inżynierów Opla i Renault, Movano B dostępne było zarówno z przednim, jak i tylnym napędem.
Samochód trafił do sprzedaży tym razem w czterech odmianach różniących się długością i trzech wysokością karoserii, podobnie jak w przypadku charakterystyki nadwozia, która objęła odmiany dostawcze, jak i osobowe.
Opel Movano drugiej generacji mógł być również zamówiony z napędem na obie osie AWD. Napęd dostarczała i montowała firma Oberaigner. W trybie 4x2 moc przekazywana jest na tylne koła, a po włączeniu 4x4, dołączany jest na sztywno przedni napęd. Napęd wyposażony jest również w reduktor (w trybie 4x4 oraz 4x2). Standardowe wyposażenie obejmowało też ABS z EBD.

### Restylizacje
W 2014 roku Opel Movano B przeszedł pierwszą, niewielką restylizację. Z zewnątrz pojazd po liftingu wyróżnił się jedynie przeprojektowaną atrapą chłodnicy. W pojeździe zmieniono z kolei m.in. silniki, które wyposażone mogą być w jedną lub dwie turbosprężarki. Listę wyposażenia standardowego wzbogacono o układ ESC wspomagany przez Hill Start Assist oraz szerokokątne prawe lusterko zewnętrzne likwidujące martwy punkt.
W 2019 roku Opel Movano B przeszedł drugą, tym razem znacznie rozleglejszą restylizację. Zmiany zewnętrzne objęły przeprojektowaną atrapę chłodnicy w stylu nowszych modeli Opla, a także nowe wkłady reflektorów ze zintegrowanymi światłami do jazdy dziennej LED. Znaczące zmiany zaszły także we wnętrzu pojazdu, gdzie wzorem bliźniaczego Mastera pojawiła się nowa tablica przyrządów. Zmodernizowana została oprócz tego paleta silnikowa, oraz wprowadzone zostały nowe systemy wspomagające kierowcę.

### Sprzedaż
Podobnie jak poprzednik, druga generacja Movano skierowana była do nabywców na terenie rynków europejskich. Ponownie ten pojazd zasilił w Wielkiej Brytanii gamę lokalnego Vauxhalla pod nazwą Vauxhall Movano. Tym razem zrezygnowano jednak z dedykowanego wzoru atrapy chłodnicy i ograniczono się z różnicami wizualnymi jedynie do innego logo firmowego.

### Silniki
- R4 2.3 CDTI 100 KM
- R4 2.3 CDTI 110 KM
- R4 2.3 CDTI 125 KM
- R4 2.3 CDTI 135 KM
- R4 2.3 CDTI 145 KM
- R4 2.3 CDTI 163 KM

## Trzecia generacja

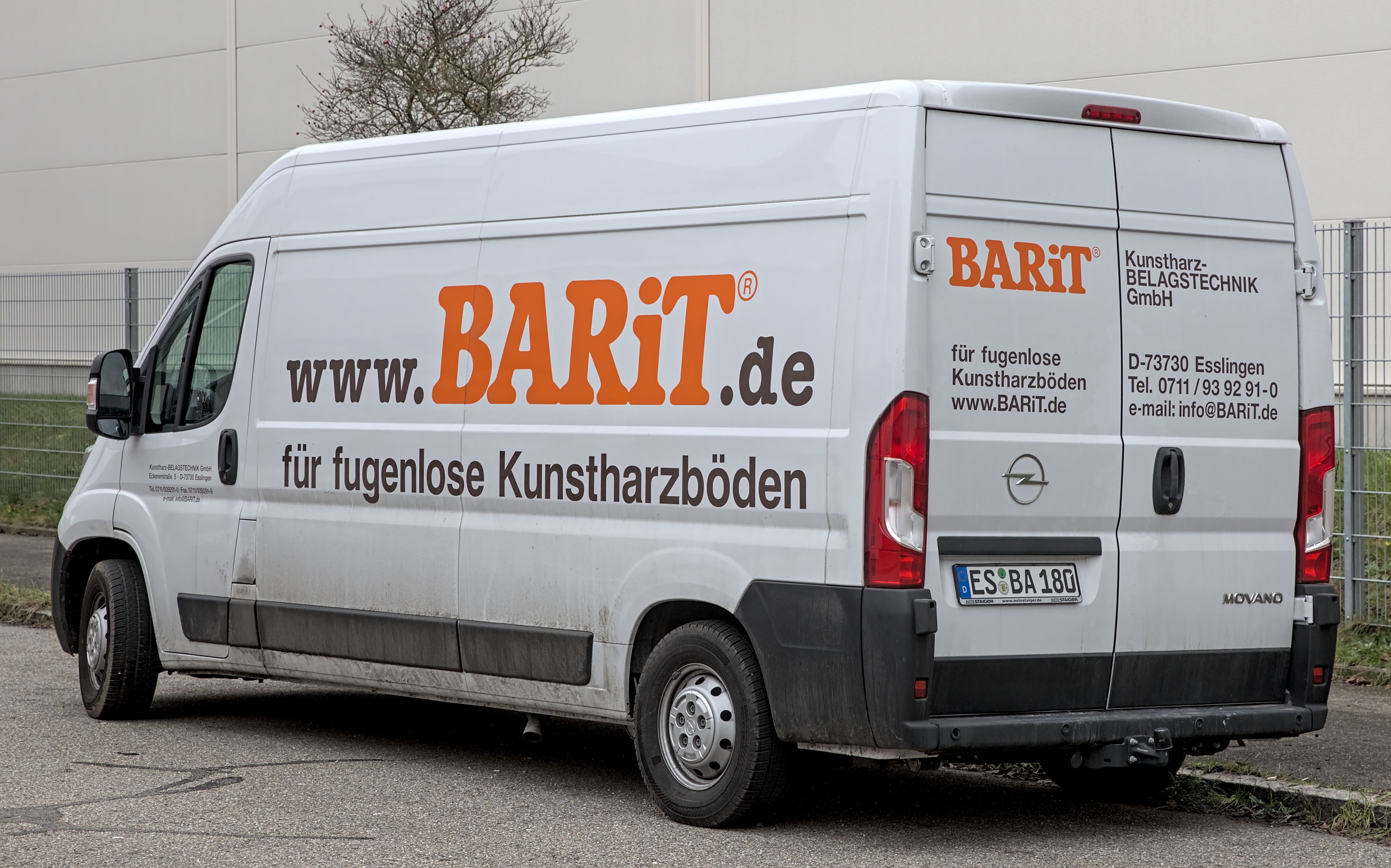
Opel Movano C - tył

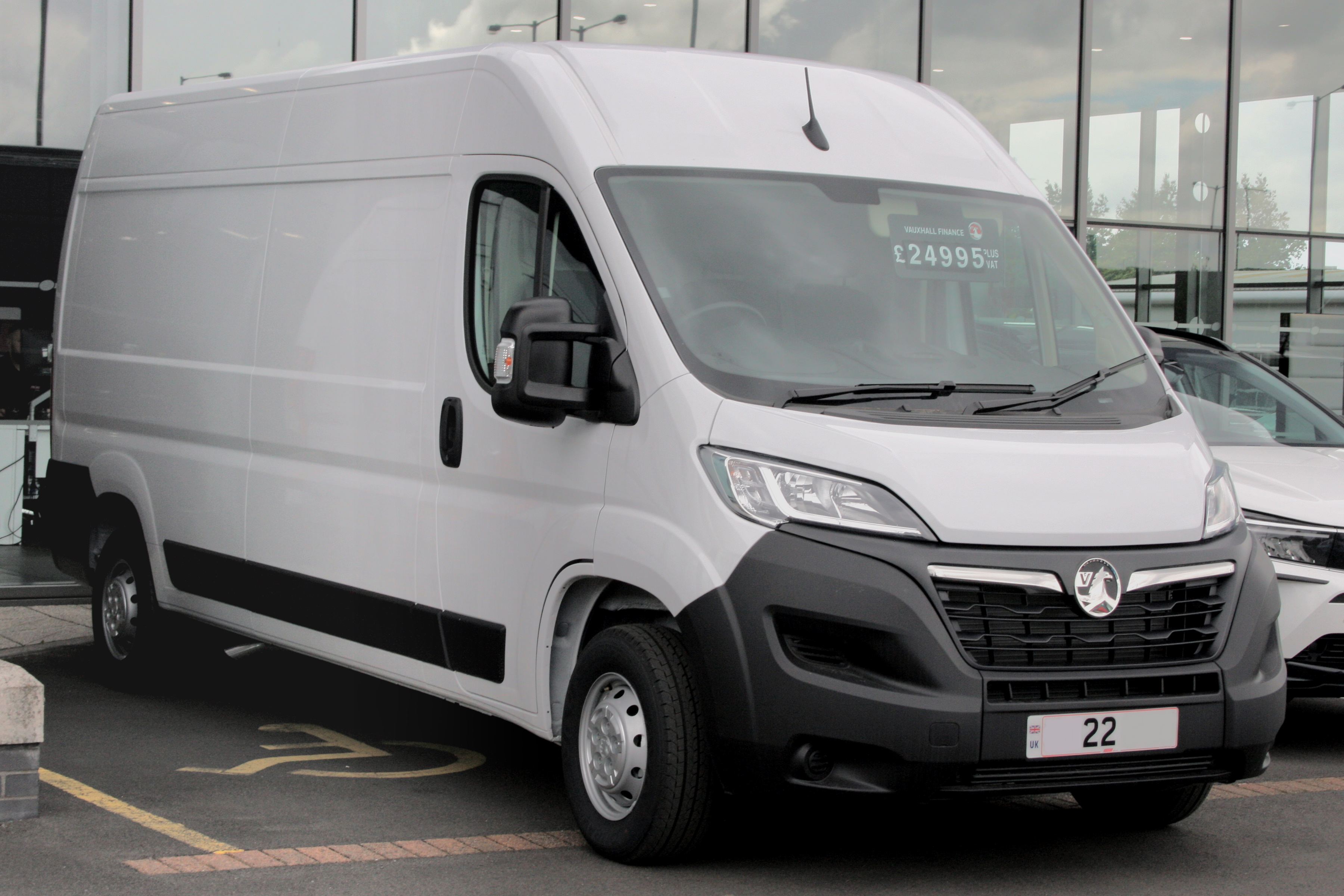
brytyjski Vauxhall Movano C

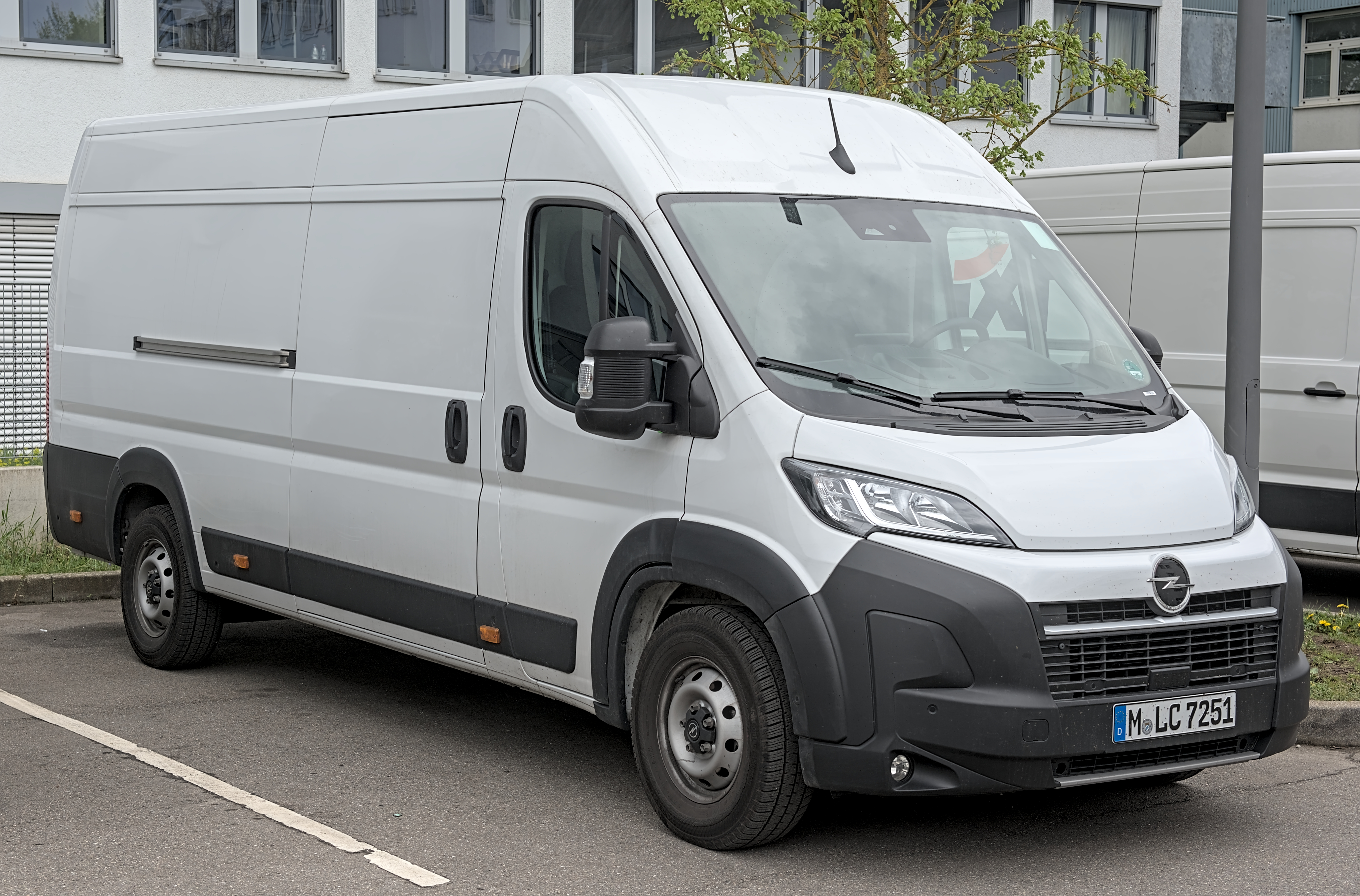
Opel Movano C po liftingu

Opel Movano III został zaprezentowany po raz pierwszy w 2021 roku.
Połączenie się koncernu Groupe PSA z FCA w konglomerat Stellantis w 2021 roku przyśpieszyło działania w kierunku zakończenia ponad 25-letniej współpracy Opla z konkurencyjnym Renault na polu dużych samochodów dostawczych, w ramach której w latach 2001−2019 budowano mniejsze Vivaro, a od 1997 - linię Movano. 
Opel zmuszony był podjąć nietypową decyzję, zastępując produkowaną od 11 lat drugą generację Movano modelem trzeciej generacji opartej na starszej o 4 lata wspólnej konstrukcji Citroëna, Fiata i Peugeota z 2006 roku. Movano C stało się tym samym czwartym na europejskim rynku bliźniaczym modelem produkowanej nieprzerwanie od 2006 roku rodziny osobowo-dostawczych samochodów, zyskując kosmetyczne cechy odróżniające - załamaną chromowaną poprzeczkę z centralnie umieszczonym logo firmowym na atrapie chłodnicy.
Jako że restylizacja Fiata Ducato z 2021 roku objęła jedynie model włoskiego producenta, Opel Movano trzeciej generacji wzorem modeli Citroëna i Peugeota zyskał starszy projekt deski rozdzielczej opracowany przed 15 laty, w 2006 roku.

### Lifting
Już 2 lata po premierze, w październiku 2023, Movano trzeciej generacji przeszło pierwszy lifting w ramach kompleksowej modernizacji wszystkich samochodów użytkowych w gamie marek koncernu Stellantis. Samochód zyskał nowe wkłady reflektorów, a także przeprojektowany zderzak z osłoną chłodnicy nawiązującą do języka stylistycznego "Opel Vizor" z charakterysyczną, pionową poprzeczką. Dodano odświeżony został kokpit z nowym kołem kierownicy, przeprojektowaną konsolą centralną z innym układem nawiewów, a także opcjonalnym centralnym dotykowym wyświetlaczem o przekątnej do 10 cali. 

### Movano-e
Po raz pierwszy w historii linii modelowej największego samochodu dostawczego Opla w gamie wariantów napędowych przewidziano także odmianę w pełni elektryczną. Opel Movano-e napędzany jest silnikiem elektrycznym o mocy 122 KM, który rozwija maksymalny moment obrotowy 260 Nm. Prędkość maksymalna pojazdu ograniczona została do 110 km/h, z kolei baterie dostępne są w dwóch wariantach pojemności. 37 kWh pozwala przejechać na jednym ładowaniu do 117 kilometrów, a 70 kWh - 224 kilometry.

### Sprzedaż
Dostawy pierwszych egzemplarz Opla Movano trzeciej generacji do klientów wyznaczono na początek 2022 roku. Po zakończeniu produkcji piątej generacji Astry, Movano jest produkowane razem z bliźniaczym Fiatem Ducato, Citroënem Jumperem i Peugeotem Boxerem w specjalnie zmodyfikowanych do specyfiki tych pojazdów polskich zakładach Stellantis w Gliwicach.
Podobnie jak dotychczas, Opel Movano trzeciej generacji na rynku Wielkiej Brytanii oferowany jest pod lokalną marką Vauxhall jako Vauxhall Movano, zarówno w wariancie spalinowym jak i elektrycznym, odróżniając się jednie innymi oznaczeniami producenta na nadwoziu i wewnątrz.

### Silniki
- R4 2.2l 120 KM
- R4 2.2l 165 KM